# Scleranthus pungens
Scleranthus pungens är en nejlikväxtart som beskrevs av Robert Brown. Scleranthus pungens ingår i släktet knavlar, och familjen nejlikväxter. Inga underarter finns listade i Catalogue of Life.